# Pseudovipio castrator
Pseudovipio castrator är en stekelart som först beskrevs av Fabricius 1798.  Pseudovipio castrator ingår i släktet Pseudovipio och familjen bracksteklar. Inga underarter finns listade i Catalogue of Life.